# Polina Iwanowna Monowa
Polina Iwanowna Monowa (russisch Полина Ивановна Монова; * 6. April 1993 in Ufa) ist eine ehemalige russische Tennisspielerin.

## Karriere
Monowa begann im Alter von sechs Jahren mit dem Tennis.
Sie gewann während ihrer Karriere neun Einzel- und 29 Doppeltitel des ITF Women’s Circuits.

## Turniersiege

### Einzel
| Nr. | Datum          | Turnier             | Kategorie   | Belag             | Finalgegnerin         | Ergebnis      |
| --- | -------------- | ------------------- | ----------- | ----------------- | --------------------- | ------------- |
| 1.  | September 2012 | Kasachstan          | ITF $10.000 | Hartplatz (Halle) | Alexandra Romanowa    | 3:6, 6:3, 6:2 |
| 2.  | Mai 2014       | Andijon             | ITF $10.000 | Hartplatz         | Swjatlana Piraschenka | 6:2, 6:2      |
| 3.  | Mai 2016       | Ramat Gan           | ITF $10.000 | Hartplatz         | Vlada Ekshibarova     | 4:6, 6:1, 6:4 |
| 4.  | Juni 2016      | Fargʻona            | ITF $25.000 | Hartplatz         | Sabina Sharipova      | 6:3, 0:6, 6:4 |
| 5.  | Januar 2017    | Almaty              | ITF $15.000 | Hartplatz (Halle) | Jekaterina Kasionowa  | 6:3, 6:3      |
| 6.  | Februar 2017   | Moskau              | ITF $25.000 | Hartplatz (Halle) | Alina Silitsch        | 6:1, 6:1      |
| 7.  | März 2017      | Scharm asch-Schaich | ITF $15.000 | Hartplatz         | Elixane Lechemia      | 2:6, 7:5, 6:4 |
| 8.  | April 2017     | Qarshi              | ITF $25.000 | Hartplatz         | Olha Jantschuk        | 4:6, 6:3, 6:3 |
| 9.  | Juni 2017      | Namangan            | ITF $25.000 | Hartplatz         | Gösäl Ainitdinowa     | 1:6, 6:1, 6:2 |

### Doppel
| Nr. | Datum          | Turnier                    | Kategorie   | Belag             | Partnerin               | Finalgegnerinnen                           | Ergebnis          |
| --- | -------------- | -------------------------- | ----------- | ----------------- | ----------------------- | ------------------------------------------ | ----------------- |
| 1.  | Oktober 2010   | Monastir                   | ITF $10.000 | Hartplatz         | Irina Glimakowa         | Sasha Khabibulina Jovana Jakšić            | 6:2, 1:6, [10:7]  |
| 2.  | Februar 2011   | Antalya                    | ITF $10.000 | Sand              | Irina Glimakowa         | Patricia Chirea Valentina Sulpizio         | 6:3, 6:3          |
| 3.  | April 2011     | Antalya                    | ITF $10.000 | Hartplatz         | Irina Glimakowa         | Jessy Rompies Grace Sari Ysidora           | 6:4, 6:74, [10:8] |
| 4.  | November 2011  | Minsk                      | ITF $10.000 | Teppich (Halle)   | Anna Smolina            | Olha Jantschuk Lidsija Marosawa            | 6:3, 6:4          |
| 5.  | Mai 2013       | Scharm asch-Schaich        | ITF $10.000 | Hartplatz         | Jekaterina Jaschina     | Lise Brulmans Klaartje Liebens             | 6:3, 6:2          |
| 6.  | September 2012 | Astana                     | ITF $10.000 | Hartplatz (Halle) | Jana Sisikowa           | Uljana Aisatulina Elena Maltseva           | 6:3, 6:2          |
| 7.  | Februar 2013   | Moskau                     | ITF $25.000 | Hartplatz (Halle) | Margarita Gasparjan     | Maryna Zanevska Walerija Solowjowa         | 6:4, 2:6, [10:5]  |
| 8.  | März 2013      | Netanya                    | ITF $10.000 | Hartplatz         | Aljaksandra Sasnowitsch | Lu Jiajing Lu Jiaxiang                     | 6:1, 6:2          |
| 9.  | Juni 2013      | Moskau                     | ITF $25.000 | Sand              | Xenija Kirillowa        | Jewgenija Paschkowa Anastassija Wassyljewa | 1:6, 6:4, [10:4]  |
| 10. | Juli 2013      | Scharm asch-Schaich        | ITF $10.000 | Hartplatz         | Julija Waletowa         | Violetta Degtiareva Ganna Piven            | 6:1, 7:5          |
| 11. | November 2013  | Astana                     | ITF $10.000 | Hartplatz (Halle) | Alena Tarassowa         | Albina Xabibulina Xenija Palkina           | 4:6, 6:1, [10:6]  |
| 12. | August 2014    | Astana                     | ITF $10.000 | Hartplatz         | Jekaterina Jaschina     | Swjatlana Piraschenka Palina Pechawa       | 6:3, 6:2          |
| 13. | April 2015     | Qarshi                     | ITF $25.000 | Hartplatz         | Walentina Iwachnenko    | Kamila Kerimbajewa Xenija Lykina           | 6:1, 6:3          |
| 14. | Juni 2015      | Minsk                      | ITF $25.000 | Sand              | Walentina Iwachnenko    | Olha Jantschuk Darja Kassatkina            | 4:6, 6:0, [12:10] |
| 15. | Juni 2016      | Namangan                   | ITF $25.000 | Hartplatz         | Xenija Lykina           | Weronika Kudermetowa Tereza Mihalíková     | 3:6, 6:3, [10:5]  |
| 16. | Juni 2016      | Fargʻona                   | ITF $25.000 | Hartplatz         | Jana Sisikowa           | Prerna Bhambri Ankita Raina                | 7:60, 6:2         |
| 17. | Oktober 2016   | Équeurdreville-Hainneville | ITF $25.000 | Hartplatz (Halle) | Cornelia Lister         | Amandine Hesse An-Sophie Mestach           | 7:5, 4:6, [10:6]  |
| 18. | Februar 2017   | Almaty                     | ITF $15.000 | Hartplatz (Halle) | Olga Doroschina         | Pia König Katharina Lehnert                | 6:1, 6:2          |
| 19. | März 2017      | Scharm asch-Schaich        | ITF $15.000 | Hartplatz         | Olga Doroschina         | Tereza Mihalíková Dschulija Tersijska      | kampflos          |
| 20. | März 2017      | Scharm asch-Schaich        | ITF $15.000 | Hartplatz         | Olga Doroschina         | Jana Sisikowa Walerija Strachowa           | 6:1, 6:1          |
| 21. | April 2017     | Croissy-Beaubourg          | ITF $60.000 | Hartplatz (Halle) | Wera Lapko              | Manon Arcangioli Magdalena Fręch           | 6:3, 6:4          |
| 22. | April 2017     | Istanbul                   | ITF $25.000 | Hartplatz (Halle) | Olga Doroschina         | Freya Christie Laura Robson                | 6:3, 6:2          |
| 23. | April 2017     | Qarshi                     | ITF $25.000 | Hartplatz         | Olga Doroschina         | Nigina Abduraimova Ana Veselinović         | 7:5, 6:2          |
| 24. | Juni 2017      | Andijon                    | ITF $25.000 | Hartplatz         | Olga Doroschina         | Oqgul Omonmurodova Walerija Strachowa      | 6:2, 6:0          |
| 25. | Juni 2017      | Namangan                   | ITF $25.000 | Hartplatz         | Olga Doroschina         | Nigina Abduraimova Xenija Lykina           | 6:2, 7:68         |
| 26. | August 2018    | Hechingen                  | ITF $60.000 | Sand              | Chantal Škamlová        | Xenija Palkina Sopia Schapatawa            | 6:4, 6:3          |
| 27. | Oktober 2018   | Istanbul                   | ITF $25.000 | Hartplatz (Halle) | Jekaterina Kasionowa    | Tereza Mrdeža Nina Stojanović              | 6:3, 6:75, [10:6] |
| 28. | März 2019      | Kasan                      | ITF W25     | Hartplatz (Halle) | Olga Doroschina         | Freya Christie Valeria Savinykh            | 6:4, 6:74, [11:9] |
| 29. | Juni 2019      | Madrid                     | ITF W25     | Hartplatz         | Jana Sisikowa           | Ange Oby Kajuru Laura Maluniaková          | 6:4, 6:2          |